# Manuel Garcia junior
Pour les articles homonymes, voir Manuel Garcia (homonymie) et García.
Manuel Vicente Patricio Rodríguez Sitches est un chanteur (baryton) et professeur de chant, né à Madrid, le 17 mars 1805 et mort à Londres le 1er juillet 1906.

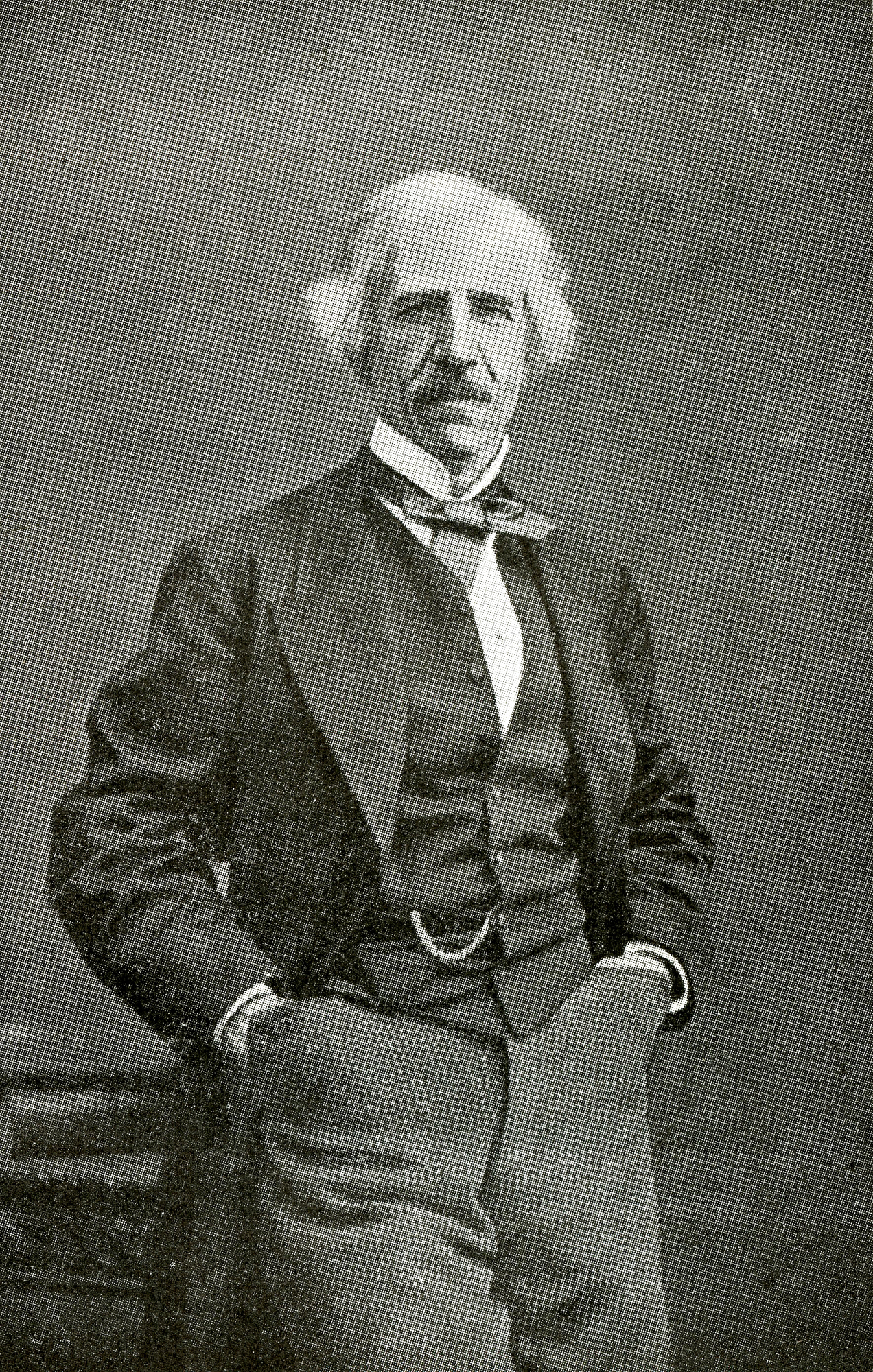
Manuel Garcia junior

## Biographie
Son père Manuel Garcia le destine à une carrière de chanteur. Mais il se tourne vers l'enseignement du chant dès 1829. Prenant la suite de son père, il fait des recherches sur les fonctions vocales et invente le miroir laryngien ancêtre du laryngoscope. Il est professeur au Conservatoire de Paris en 1847, mais démissionne l'année suivante pour accepter un poste à la Royal Academy of Music de Londres où il enseignera jusqu'en 1895. Parmi ses élèves, son épouse Eugénie Mayer, Jenny Lind, Christine Nilsson, Mathilde Marchesi et Julius Stockhausen.
Il est le frère des très célèbres mezzo-sopranos Maria Malibran et Pauline García-Viardot, qui était aussi compositrice.